# Lee Seul-gi (Schiedsrichterin)
Lee Seul-gi (koreanisch 이슬기; * 1. Dezember 1980) ist eine südkoreanische Fußballschiedsrichterassistentin.
Seit 2005 steht sie auf der Liste der FIFA-Schiedsrichter und leitet internationale Fußballpartien.
Lee Seul-gi war unter anderem Schiedsrichterassistentin bei der U-20-Weltmeisterschaft 2012 in Japan, bei der U-17-Weltmeisterschaft 2014 in Costa Rica, bei der U-17-Weltmeisterschaft 2016 in Jordanien, bei der U-17-Weltmeisterschaft 2018 in Uruguay, beim Algarve-Cup 2019, bei der Weltmeisterschaft 2019 in Frankreich (als Assistentin von Casey Reibelt) und beim olympischen Fußballturnier 2020 in Tokio (als Assistentin von Kate Jacewicz).